# 표본 평균
통계학에서 표본 평균(標本 平均, sample mean) 또는 '표본 평균과 표본 분산'(sample mean and sample covariance)은 표본의 평균과 이에 대한 분산 값이다.

## 표본 평균
표본 평균(sample mean)이란 모집단(population)의 모 평균(population mean)에 대비되는 개념으로서 이산 확률 분포와 연속 확률 분포에서 다루었던 확률 변수에 대해서 반(反)하여 표본들을 추출하여 그 표본들의 평균을 구하고 그 평균의 집단을 대표하는 값을 일컫는다. 그 확률의 값을 계산하는 의미로서는 쿼타(quota) 함수가 들어가며 모집단의 비율과 반대(反對)성을 의미하는 Partionism함수인 P(x)가 쓰이게 된다. Standing 가설에 의하여 증명하게 되면 논리적인 오류가 나올 수 있게 되므로 그 오류를 정정하여 쓰이게 된다.
P(x) ≤ Q(x)¶(Z-N)
표본 평균(sample mean) {\displaystyle {\bar {X}}}는 표본의 평균이다. 모두 더한 후 n으로 나눈 산술 평균이다.

## 표본 분산
표본 분산(sample covariance)은 표본의 분산이다. 모집단(population)의 분산인 모 분산(population covariance)과 비교할 수 있다.

## 같이 보기
- 중심경향치
- 산포도